# Jewels II
Jewels II — сборник группы Queen вышедший в Японии и на Тайване 26 января 2005 года. Это было продолжение выпущенного год тому назад альбома Jewels (тогда он занял первое место в хит-параде и был продан в количестве 1,8 миллионов пластинок).

## Список композиций
1. Tie Your Mother Down (Air Guitar Edit)
2. Hammer to Fall
3. Bicycle Race
4. I Want To Break Free
5. Good Old-Fashioned Lover Boy
6. Save Me
7. One Vision
8. I Want it All
9. Love of My Life
10. '39
11. Made In Heaven
12. Now I'm Here
13. Seven Seas Of Rhye
14. Keep Yourself Alive
15. These Are The Days Of Our Lives
16. Teo Torriate — High Definition Mix 2005
17. We Will Rock You — CD-Rom Video
18. Sheer Heart Attack — CD-Rom Video